# Carl Arne Lundell
Carl Arne Lundell, född 16 juli 1915 i Morgongåva, Vittinge socken, Västmanlands län, död 22 februari 1991 i Morgongåva, Vittinge, var en svensk tecknare, grafiker och bildhuggare.
Han var son till stenarbetaren Carl Lundell och Frida Eriksson och från 1945 gift med Ally Andersson. Efter att han under något år arbetat som skogs- och stenhuggare studerade han för Harald Sallberg vid Konstakademiens etsarskola i Stockholm 1941–1942 men var i övrigt självlärd som konstnär. Han medverkade i Nationalmuseums utställning Unga tecknare 1947 och tilldelades där Maria Leander-Engströms stipendium. Han medverkade i utställningar arrangerade av Sveriges allmänna konstförening, teckningsutställningar på Galerie Moderne i Stockholm samt i grafikutställningar på Kuba, Tyskland, Ryssland, England och Polen. Bland hans offentliga arbeten märks dopfunten i Vittinge kyrka, granitskulpturen Snäcka placerad i Botaniska trädgården, Västerås. Som illustratör illustrerade han bland annat böcker för Sven Rosendahl och Nils Jacobsen samt i tidskrifterna Vi och Folket i bild. Hans konst består av landskapsstudier från Uppland, djur och skogsinteriörer huvudsakligen utförda i blyerts samt ett antal skulpturer i granit. Lundell är representerad vid Moderna museet, Göteborgs konstmuseum, Borås konstmuseum, Västerås kommun, Solna kommun och Leipzig museum för bildande konst.